# Denevér-árok
A Denevér-árok vagy Denevér-völgy egy kisebb völgy a Budai-hegységben, Budapest XII. kerületében.
Geológiailag egy mélyre vágódott szárazvölgy a Sváb-hegy tömbjének déli részén. A Széchenyi-hegy fennsíkjának északkeleti oldalán, a fogaskerekű vasút Széchenyi-hegyi végállomásától nem messze induló Karthauzi-völgy folytatásaként húzódik délkeleti irányba, északnyugat felől a Széchenyi-hegy, nyugat felől a Táboros-hegy, kelet felől a Márton-hegy határolja. A Farkasréti temetőt nagyjából az északi felén szeli ketté, végül a Német-völgyi-árokba torkollik. Az árokban történt ásatások Európa eddig ismert legősibb bányászati emlékeit tárták fel. A temető feletti apró (0,96 hektáros) meredek hegyoldal a Denevér út és a Bürök utca találkozásánál természetvédelmi terület 1994 óta (Denevér úti gyepfolt, 20/40/TT/94).
Nevét feltehetőleg a Mártonhegyi út és a Rácz Aladár út között, a völgy teljes hosszában végighaladó Denevér útról kapta.